# 大隊長 (納粹德國空軍)
大队长（德語：Gruppenkommandeur）是納粹德國空軍的一个职衔，不過這并非军衔，大隊長也相当于英美空军编制中的大队的大队长。德国空军的大队长一般都是少校或中校军衔，大隊長主要指挥聯隊的下属单位大队。一支大队通常由三到四支中队组成，每支中队由一名中队长指挥。